# Vintertjärnen (Lidens socken, Medelpad)
Vintertjärnen är en sjö i Sundsvalls kommun i Medelpad och ingår i Indalsälvens huvudavrinningsområde.